# Благодир, Роман
Роман Благодир (укр. Благодір Роман; род. 2 апреля 1994 года) — украинский пловец в ластах.

## Карьера
Тренируется в киевской ДЮСШ-21. Личный тренер — Соколов А. М.
Призёр чемпионатов мира и Европы.